# Арцјом Параховски
Арцјом Параховски (блр. Арцём Парахоўскі; Минск, 6. октобар 1987) је белоруски кошаркаш. Игра на позицији центра.

## Биографија
Параховски је студирао у САД и то прво на Колеџу Јужни Ајдахо (од 2006. од 2008), а затим и на Редфорд универзитету (од 2008. до 2010). Боравак на Редфорду за њега је био изузетно успешан када је кошарка у питању будући да је и 2009. и 2010. биран за играча године Биг Саут конференције, а у сезони 2009/10. био је и најбољи скакач NCAA шампионата (просек од 13,4 скока по мечу). Ипак, на НБА драфту 2010. није изабран.
Прву сезону сениорске каријере одиграо је у дресу ВЕФ Риге. Са овим клубом 2011. године освојио је летонско првенство, а био је и најкориснији играч регуларног дела сезоне 2010/11. у регионалној Балтичкој лиги. Након тога, провео је по једну сезону у украјинском Будивељнику, турском Олину из Једрена и израелском Хапоелу из Јерусалима. У сезони 2014/15. био је играч руског клуба Нижњи Новгород. У јулу 2015. потписао је двогодишњи (1+1) уговор са УНИКС-ом из Казања. У сезони 2017/18. је био играч Макабија из Тел Авива и са њима је освојио Првенство и Лига куп Израела. У сезони 2018/19. је био играч Ритаса и са њима је освојио Куп Литваније.
У августу 2019. је потписао једногодишњи уговор са Партизаном. Са црно-белима у септембру 2019. осваја Суперкуп Јадранске лиге. Ипак, није успео да се избори за већу минутажу у тиму па је већ у новембру исте године дошло до раскида уговора. У јануару 2020. је потписао уговор са француским Стразбуром. За овај клуб је наступио на тек неколико утакмица пошто је сезона убрзо прекинута због пандемије корона вируса. Почетком децембра 2020. је потписао за белоруски Цмоки-Минск, али већ крајем истог месеца прелази у Андору, са којом потписује уговор до краја сезоне. За сезону 2021/22. је потписао уговор са руском Пармом.

## Успеси

### Клупски
- ВЕФ Рига:
  - Првенство Летоније (1): 2010/11.

- Макаби Тел Авив:
  - Првенство Израела (1): 2017/18.
  - Лига куп Израела (1): 2017.

- Ритас:
  - Куп Литваније (1): 2019.

- Партизан:
  - Суперкуп Јадранске лиге (1): 2019.

### Појединачни
- Најкориснији играч кола Евролиге (1): 2014/15. (1)
- Најкориснији играч Балтичке лиге (1): 2010/11.
- Најкориснији играч Купа Литваније (1): 2019.